# Liyana
Liyana es una película documental y de animación coproducción de Suazilandia, Catar y Estados Unidos filmada en colores dirigida por Aaron Kopp y Amanda Kopp sobre su propio guion que se estrenó el 17 de junio de 2017 con la actuación de Gcina Mhlophe.

## Sinopsis
Una niña de Suazilandia emprende una travesía plena de peligros para salvar a sus dos jóvenes hermanos mellizos.

## Producción
Esta historia surgió de la imaginación de cinco niños huérfanos de Suazilandia que extrajeron los elementos de sus recuerdos y sueños. El recorrido de sus personajes ficticios confluye con escenas documentales intercaladas que muestran la creación colectiva de historias.

## Exhibición en Festivales
| Fecha de exhibición      | Festival de cine                                                | Lugar          |
| 17 de junio de 2017      | Festival de Cine de Los Angeles                                 | Estados Unidos |
| 15 de julio de 2017      | Festival Internacional de Cine de Durban                        | Sudáfrica      |
| 7 de septiembre de 2017  | Festival de Cine de Londres                                     | Londres        |
| 12 de octubre de 2017    | Festival de Cine Documental Hot Springs                         | Estados Unidos |
| 13 de octubre de 2017    | Festival de Cine Bend                                           | Estados Unidos |
| 13 de octubre de 2017    | Festival de Cine de Mill Valley                                 | Estados Unidos |
| 21 de octubre de 2017    | Festival Asociado de las Naciones Unidas                        | Estados Unidos |
| 28 de octubre de 2017    | Festival de Cine Citizen Jane                                   | Estados Unidos |
| 5 de noviembre de 2017   | Festival de Cine de Portland                                    | Estados Unidos |
| 7 de noviembre de 2017   | Festival Internacional de Cine de Denver                        | Estados Unidos |
| 1 de diciembre de 2017   | Festival de Cine Juvenil Ajyal                                  | Catar          |
| 14 de diciembre de 2017  | Festival Internacional de Cine de Bahamas                       | Bahamas        |
| 5 de enero de 2018       | Festival Internacional de Cine de Palm Springs                  | Estados Unidos |
| 20 de enero de 2018      | Festival de Cine Lilla de Gotemburgo                            | Suecia         |
| 31 de enero de 2018      | Festival Sayulita                                               | México         |
| 31 de enero de 2018      | Festival de Cine de Gotemburgo                                  | Suecia         |
| 9 de febrero de 2018     | Festival de Cine de Oxford                                      | Estados Unidos |
| 10 de febrero de 2018    | Festival de Cine Panafricano                                    | Estados Unidos |
| 17 de febrero de 2018    | Festival Fortnight de Cine Documental del Museo de Arte Moderno | Estados Unidos |
| 19 de febrero de 2018    | Festival de Cine Negro de Toronto                               | Canadá         |
| 19 de febrero de 2018    | Festival de Cine Infantil de Providence                         | Estados Unidos |
| 22 de febrero de 2018    | Festival de Cine de la ciudad de Luxembrugo                     | Luxemburgo     |
| 23 de febrero de 2018    | Festival Internacional de Cine de Boulder                       | Suazilandia    |
| 23 de febrero de 2018    | Festival Internacional de Cine de Boulder                       | Estados Unidos |
| 24 de febrero de 2018    | Festival Internacional de Cine Infantil de Nueva York           | Estados Unidos |
| 26 de febrero de 2018    | Festival Internacional de Cine de Sedona                        | Estados Unidos |
| 27 de febrero de 2018    | Festival ZagrebDox                                              | Croacia        |
| 2 de marzo de 2018       | Festival Internacional de Cine Jameson de Dublin                | Irlanda        |
| 3 de marzo de 2018       | Festival de Cine Negro de Halifax                               | Canadá         |
| 3 de marzo de 2018       | Festival de Cine Greater Farmington                             | Estados Unidos |
| 3 de marzo de 2018       | Festival internacional de Cine de Animación de Ciudad del Cabo  | Sudáfrica      |
| 8 de marzo de 2018       | Festival de Cine Rapid Lion                                     | Sudáfrica      |
| 11 de marzo de 2018      | Festival de Cine de Miami                                       | Estados Unidos |
| 19 de marzo de 2018      | Festival de Cine Africano, Asia y América Latina                | Italia         |
| 23 de marzo de 2018      | Festival de Cine de Annapolis                                   | Estados Unidos |
| 25 de marzo de 2018      | Festival de Cine Sudafricano de Vancouver                       | Canadá         |
| 1 de abril de 2018       | Festival de Cine NBO                                            | Kenia          |
| 7 de abril de 2018       | Festival Internacional de Cine de Cleveland                     | Estados Unidos |
| 10 de abril de 2018      | Festival de Cine de Breckenridge                                | Estados Unidos |
| 11 de abril de 2018      | Festival Internacional de Cine de Rincón                        | Puerto Rico    |
| 14 de abril de 2018      | Festival de Cine y Video de Atlanta                             | Estados Unidos |
| 15 de abril de 2018      | Festival Internacional de Cine de Minneapolis-St. Paul          | Estados Unidos |
| 18 de abril de 2018      | Festival de Cine Africano AfryKamera                            | Polonia        |
| 21 de abril de 2018      | Festival de Cine MOOOV                                          | Bélgica        |
| 27 de abril de 2018      | Festival de Cine de Montclair                                   | Estados Unidos |
| 28 de abril de 2018      | Festival de Cine de Rochester                                   | Estados Unidos |
| 5 de mayol de 2018       | Festival de Cine Críticos de Chicago                            | Estados Unidos |
| 20 de julio de 2018      | Festival Internacional de Cine de Nueva Zelanda                 | Nueva Zelanda  |
| 10 de octubre de 2018    | Festival Internacional de Cine de Gantes                        | Bélgica        |
| 28 de septiembre de 2019 | Festival de Cine de Zúrich                                      | Suiza          |

## Premios y nominaciones
Alianza de Mujeres Periodistas de Cine (Alliance of Women Film Journalists) 2019
- Liyana nominada al Premio EDA a la Mejor Película Documental.

Festival de Cine Independiente de Ashland (Ashland Independent Film Festival), Oregon, 2018
- Liyana ganadora del Premio del púublico Rogue Creamery a la Mejor Película Documental en conjunto con  Skid Row Marathon .

Festival Internacional de Cine de Bahamas (Bahamas International Film Festival), 2017
- Liyana ganadora del Premio Spirit of Freedom a la Mejor Película de Ficción

Festival Internacional de Cine de Beloit ( Beloit International Film Festival), Wisconsin, 2019
- Liyana ganadora del Premio a la Mejor Película Documental

Festival de Cine de Bend (BendFilm Festival), Oregon, 2017
- Liyana ganadora del Premio del público la Mejor Película
- Liyana ganadora del Premio a la Mejor Película de la muestra.

Festival de Cine Negro de Montreal (Black Film Festival Montreal) 2018
- Liyana ganadora del Premio a la Mejor Película de Animación.

Festival de Cine de Brattleboro (Brattleboro Film Festival), Vermont, 2018
- Liyana ganadora del Premio a la Mejor Película.

Festival de Cine Infantil de Seattle (Children's Film Festival), 2019
- Liyana ganadora del Premio del público la Mejor Película Documental
- Liyana ganadora del Premio Global Zoom para la película que promueve más el intercambio cultural.

Premios Cinema Eye (Cinema Eye Honors Awards), Estados Unidos 2019
- Shofela Coker, nominada al Premio al Logro Sobresaliente en Diseño Gráfico o Animación.

Festival Internacional de Cine de Ceveland (Cleveland International Film Festival) 2018
- Liyana nominada al Premio Greg Gund Memorial  en la categoría Standing Up

Festival Internacional de Cine de Denver (International Film Festival) 2017
- Liyana ganadora del Premio del público la Mejor Película Documental
- Liyana ganadora del Premio True Grit

Festival Internacional de Cine de Durban (Durban International Film Festival) 2017
- Liyana ganadora del Premio DIFF por su Coraje Artístico (Award for Artistic Bravery)
- Liyana ganadora de una Mención Especial en Cine Documental

Festival de Cine Africano de Verona 2018
- Liyana ganadora del Premio del público la Mejor Película

Festival Sayulita 2018
- Liyana ganadora del Premio a la Mejor Película Documental compartido con Shiners, de Stacey Tenenbaum

Festival de Cine Infantil (Festiwal Filmowy Kino Dzieci) 2018
- Liyana ganadora del Premio Fern Flower en la categoría Descubrimientos Cinematográficos

Festival de Cine de Giffoni (Giffoni Film Festival), Giffoni Valle Piana,  Salerno, 2018
- Liyana ganadora del Premio Gryphon a la Mejor Película

Festival Internacional de Cine de Heartland (Heartland International Film Festival) 2017
- Liyana ganadora del Gran Premio a la Mejor Película Documental

Asociación de Periodistas de Cine de Indiana (Indiana Film Journalists Association),  2017
- Liyana nominada al Premio a la Mejor Película Documental.

Festival de Cine de Los Angeles (Los Angeles Film Festival), 2017
- Liyana ganadora del Premio EDA a la Mejor Película Documental.

Festival Africano de Cine de Luxor (Luxor African Film Festival), 2018
- Liyana ganadora del Premio Gran Nilo a la Mejor Película Documental en la sección Cine en Libertad[1]

Festival de Cine de Macon (Macon Film Festival), Georgia, 2019
- Liyana ganadora del Premio Melvyn Douglas a la Mejor de la Muestra.

Festival de Cine de Miami (Miami Film Festival) 2018
- Liyana ganadora del Premio Knight Documentary Achievement a la Mejor Película Documental compartido con "Amigo Skate, Cuba" y "When the Beat Drops"

Festival de Cine de Montclair (Montclair Film Festival) 2018
- Liyana ganadora del Premio a la Mejor Película Documental en la Competición de Cine de New Jersey

Festival Internacional de Cine Infantil de New York (New York International Children's Film Festival), 2017
- Liyana ganadora del Premio a la Mejor Película

Festival Internacional de Cine Infantil y Juvenil (Olympia International Film Festival for Children and Young People), 2018
- Liyana ganadora del Premio a la Mejor Película Documental

Festival de Cine de Oxford (Oxford Film Festival), Mississippi,  2018
- Amanda Kopp ganadora del Premio Alice Guy Blaché para directoras debutantes
- Liyana ganadora de la Mención Especial para "Narración Creativa"/Documental

Festival Internacional de Cine de Palm Spring (Palm Springs International Film Festival), 2018
- Liyana nominada al Premio John Schlesinger

Festival de Cine Infantil de Providence (Providence Children's Film Festival), 2017
- Liyana ganadora del Premio a la Mejor Película

Festival Internacional de Cine de Rincón (Rincon International Film Festival), Puerto Rico 2018
- Liyana ganadora del Premio a la Mejor Película Documental Winner

Festival Internacional de Cine Roxbury (Roxbury International Film Festival), Boston 2018
- Liyana ganadora del Premio del Público a la Mejor Película
- Liyana ganadora del Premio a la Mejor Película

Festival Internacional de Cine de Sedona (Sedona International Film Festival), Arizona 2018
- Liyana ganadora del Premio a la Mejor Película[2]

Festival de Cine Sudafricano de Vancouver (Vancouver South African Film Festival) 2018
- Liyana ganadora del Premio del Público a la Mejor Película Documental

Círculo de Mujeres Críticos de Cine (Women Film Critics Circle), Premios 2018
- Liyana nominada al Premio a la Mejor Película de Animación de una Mujer

Festival Internacional de Cine Documental (ZagrebDox) 2018
- Liyana ganadora de una Mención Especial del Jurado.[3]

Festival Internacional de Cine de Zanzíbar (Zanzibar International Film Festival), 2018
- Liyana ganadora de la Mención Especial del Premio SIGNIS a la Mejor Película Documental.[4]